# Indygoidyna
Indygoidyna – organiczny związek chemiczny, niebieski barwnik z grupy azochinonów wydzielany do podłoża przez bakterie Vogesella indigofera, Corynebacterium insidiosum, Arthrobacter atrocyaneus i Arthrobacter polychromogenes. Indygoidyna jest nierozpuszczalna w wodzie.